# Sarasins Gecko
Sarasins Gecko (Correlophus sarasinorum, Syn.: Rhacodactylus sarasinorum) wird 25 Zentimeter lang. Er ist schlank und von brauner Farbe. Der Bauch ist heller. Auf seinem Hinterkopf befindet sich eine V-förmige helle Zeichnung, die Schläfenregion ist dunkel. Der Schwanz dient als Greiforgan. Er gehört zur Familie der Doppelfingergeckos.

## Verbreitung
Sein Lebensraum ist der im südlichen Teil von Grande Terre, der größten Insel von Neukaledonien. Dort lebt er in dichten tropischen Mischwäldern mit laubabwerfenden Bäumen. Das lokale Klima wechselt zwischen einer trockenen Phase und einer Regenzeit, die von tagelangen Regenfällen geprägt ist.

## Lebensweise
Sarasins Gecko ist nachtaktiv. Er ist baumbewohnend und hält sich vor allem auf belaubten Ästen in Höhen von 10 bis 15 Metern auf. Seine Aktivitätsphase beginnt 2 bis 3 Stunden nach Einbruch der Dunkelheit und dauert bis zur Morgendämmerung an.
Von September bis Dezember paaren sich die Tiere, die Weibchen legen die Eier von Dezember bis Mai. Die Eier sind 28 × 11 mm groß, weichschalig und werden in den Bodengrund vergraben. Nach 65 bis 90 Tagen schlüpfen die etwa 9 cm langen Jungtiere, die zunächst rotbraun gefärbt sind.